# Ausbesserungswerk Frankfurt (Main) Nied

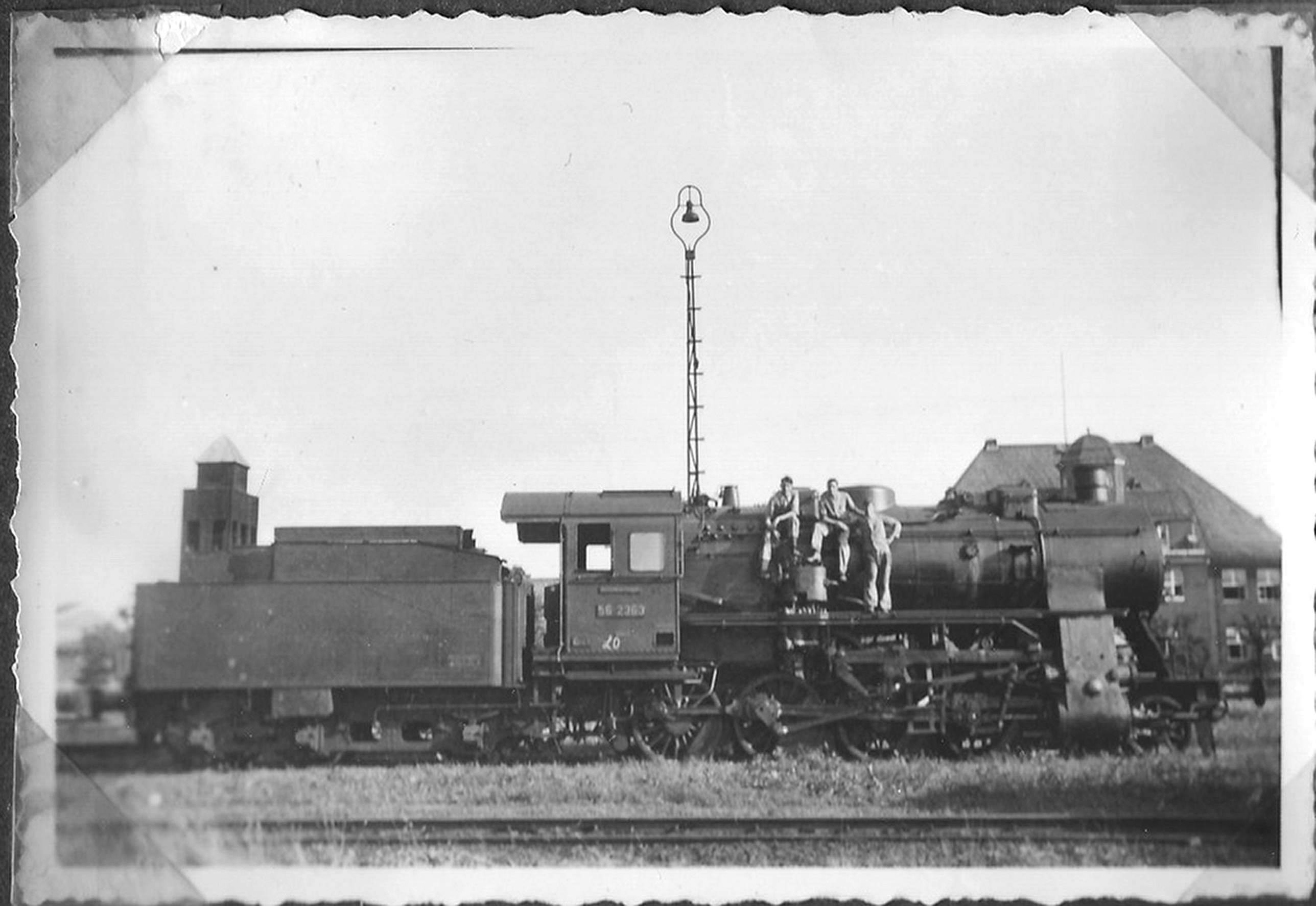
Stolze Mannschaft der 56 2363 vor dem Verwaltungsgebäude des RAW 1938

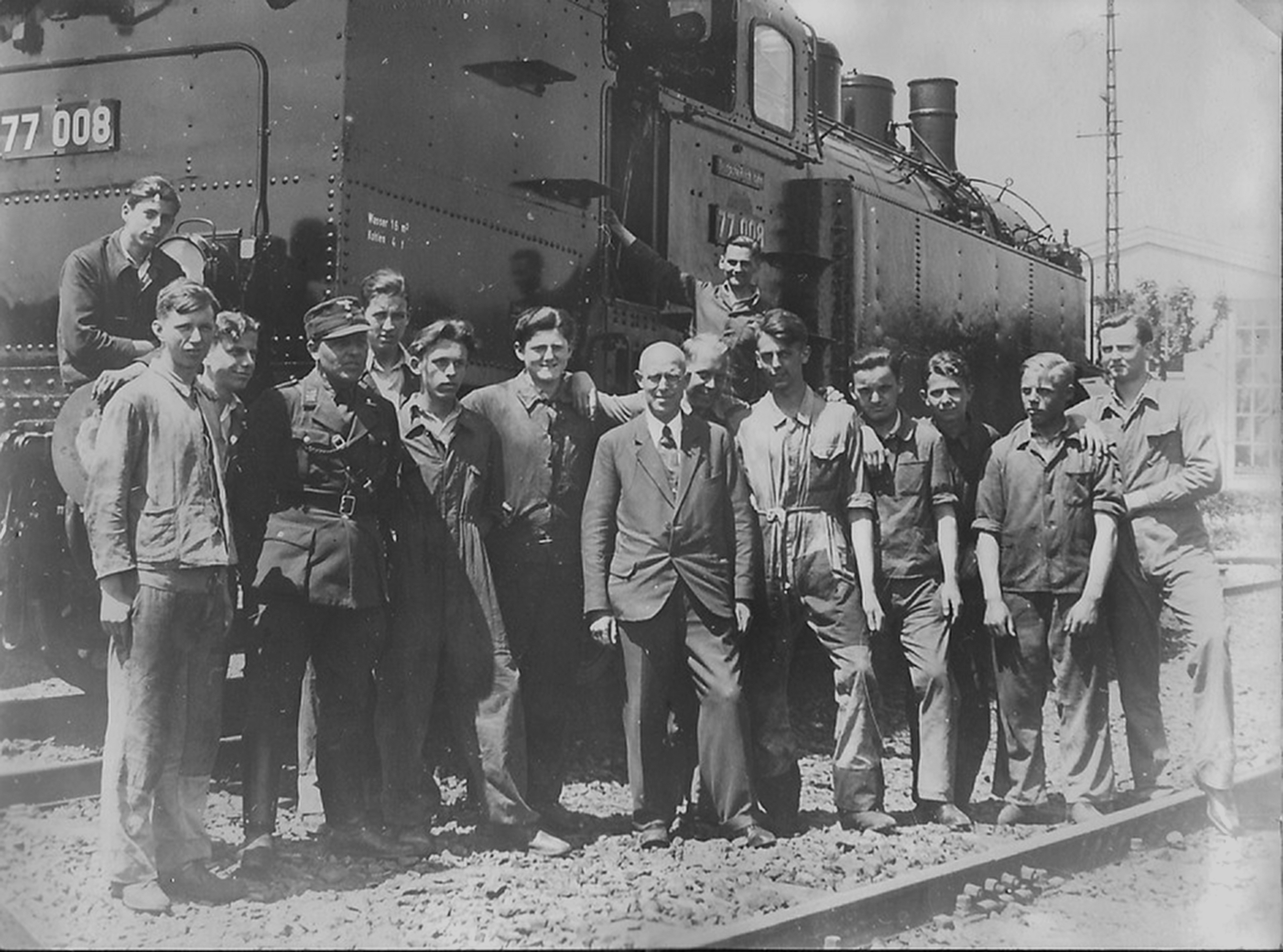
Mitarbeiter posieren vor der Lokomotive 77 008

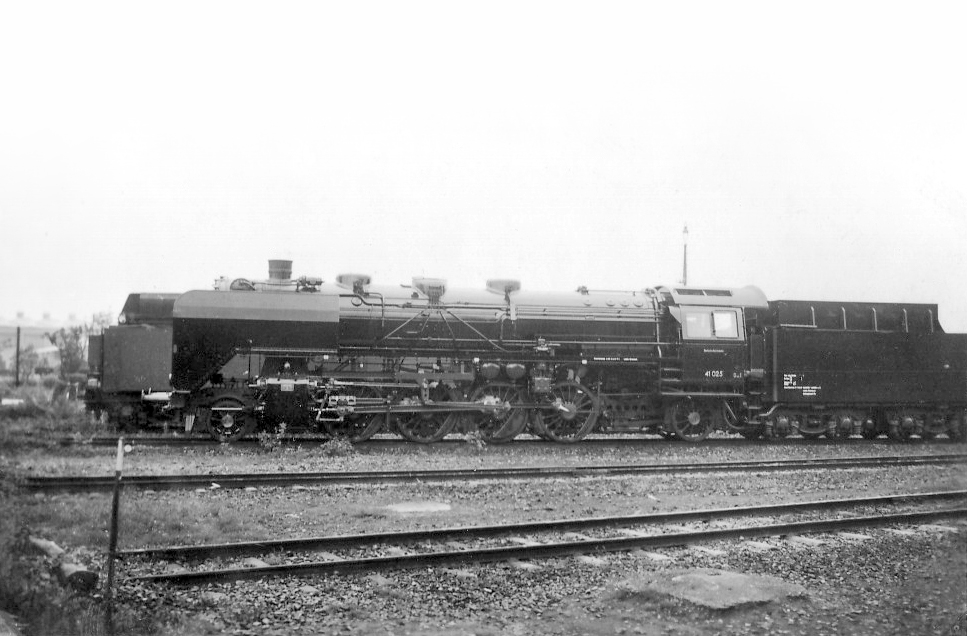
41 025 im RAW Nied 1939

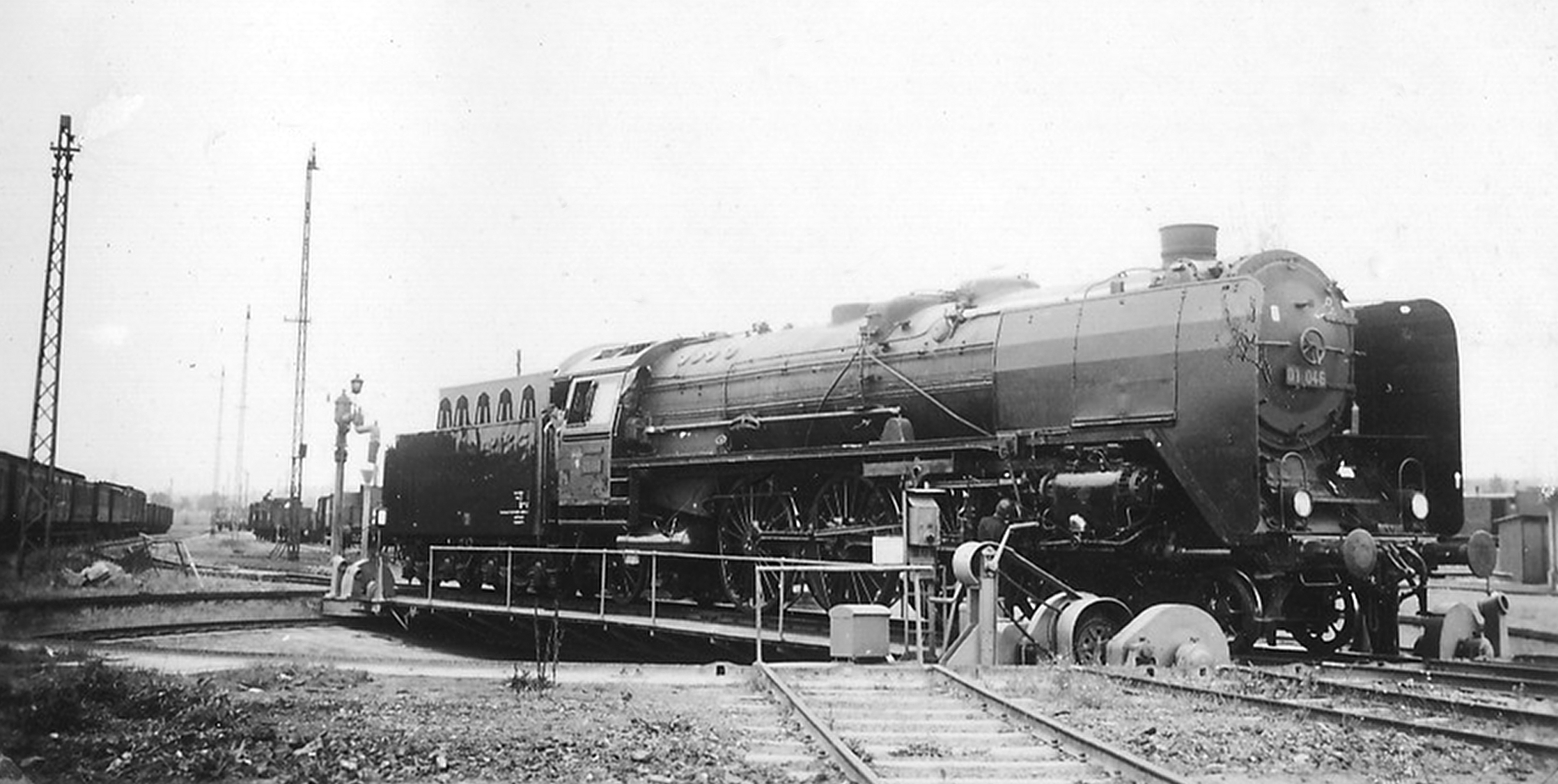
Schnellzuglok 01 046 im Jahr 1938 auf der Drehscheibe

Das Ausbesserungswerk Frankfurt (Main) Nied war unter wechselnden Namen (Reichsbahnausbesserungswerk Nied; Reichsbahnausbesserungswerk Frankfurt (Main) Nied; Bundesbahnausbesserungswerk Nied; Ausbesserungswerk Frankfurt (Main) Nied) das wichtigste Eisenbahnausbesserungswerk des Eisenbahnknotens Frankfurt am Main im Stadtteil Nied. Hier wurden vor allem Dampflokomotiven betreut.

## Entstehung
Am Anfang des 20. Jahrhunderts stellte sich für die Preußischen Staatseisenbahnen aufgrund des wachsenden Verkehrs und der eingezwängten Lage des bestehenden Ausbesserungswerkes im Gleisfeld des Frankfurter Hauptbahnhofs die Aufgabe, ein neues Ausbesserungswerk zu konzipieren. Die Planungen liefen seit 1909. Aber durch den Ausbruch des Ersten Weltkriegs verzögerten sich Bau und Inbetriebnahme bis 1918. Als Baugelände, das hinsichtlich Fläche und Anschluss an die bestehende Eisenbahninfrastruktur alle Bedingungen erfüllte, wurde die Gemarkung Nied der damals noch selbständigen Stadt Höchst gefunden.

## Betrieb
Anfangs arbeiteten 512 Mitarbeiter in dem Werk. Der Personalhöchststand wurde 1944 mit 2.470 Arbeitskräften erreicht. 546 davon waren Ausländer, zum Teil Zwangsarbeiter. 1956 betrug die Zahl der Mitarbeiter 2.244. Dies war der Höchststand unter der Regie der Deutschen Bundesbahn. Danach sank die Zahl ständig. 1965 waren hier noch 850 Mitarbeiter beschäftigt. Auch die Zahl der zu betreuenden Lokomotiven, 1961 noch 875, sank ständig. 1966 waren es noch 146.

## Ende
1967 kam dann das Aus für die noch verbliebenen 244 Beschäftigten. Nach Schließung des Ausbesserungswerkes benötigte die Deutsche Bahn das Gelände nicht mehr. Es wurde zur Bahnbrache. Eine geplante Wohnbebauung kam zunächst nicht zustande. 1981 wurde es von 250 Hausbesetzern okkupiert, aber nach 14 Wochen von der Polizei geräumt. 1984 stellte die Stadt Frankfurt einen Bebauungsplan für das Gelände auf: Die Werkshallen wurden abgerissen und das Gelände sukzessiv mit Mehrfamilienhäusern bebaut.

## Eisenbahner-Siedlung Nied

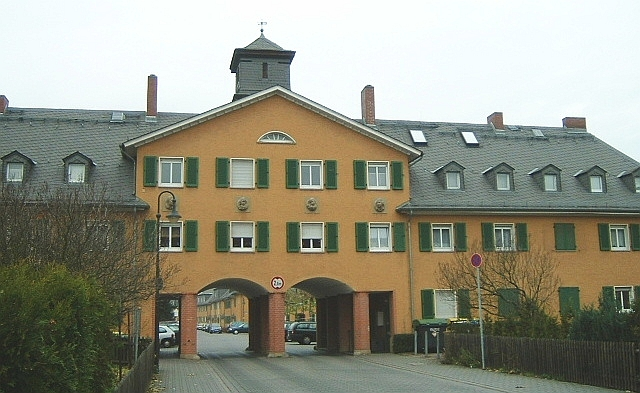
Hauptportal zur Eisenbahnersiedlung

Neben den betrieblichen Anlagen wurden in unmittelbarer Nähe Werkwohnungen für 400 Mitarbeiter und deren Familien errichtet. Sie wurde nach Ideen der Gartenstadtbewegung 1918–1933 im Heimatstil von dem Architektenbüro Schelling & Zweifel geplant. Kleingärten und Kleinviehställe gehörten integral zu dem Konzept. Die Wohnsiedlung war so groß, dass sie sogar zwei kleine Kirchen und eine eigene, achtklassige Volksschule erhielt.
Diese Eisenbahnersiedlung zählt heute zu den wenigen in Deutschland noch weitgehend geschlossen erhaltenen und ist ein Kulturdenkmal nach dem Hessischen Denkmalschutzgesetz.